# Bénédict-Henry Révoil
Pour les articles homonymes, voir Révoil.
Bénédict-Henry Révoil (Aix-en-Provence, 16 décembre 1816 - Paris, 13 juin 1882) est un romancier et voyageur français.

## Biographie
Fils de Pierre Révoil, peintre. D'abord employé au ministère de l’Instruction publique, il est ensuite attaché au département des manuscrits à la Bibliothèque nationale qu’il quitte en 1842 pour se rendre aux États-Unis. Pendant ce voyage, qui va durer neuf ans (il est sans doute le héros de Un Gil Blas en Californie. Un an sur les bords du San Joachim et du Sacremento, signé par Alexandre Dumas, 1852), il réunit un grand nombre de matériaux et d’observations, et fait représenter trois comédies écrites en anglais : New-York comme il est et comme il était, Nut-Yer-Stick et Horatius Trelay. De retour en France, il collabore à L'Illustration, à L'Ordre, à L'Assemblée nationale, collabore, à partir de 1854, au Mousquetaire, et se fait connaître par des traductions d’un grand nombre d’ouvrages et de romans anglais et allemands. Il meurt brutalement en juin 1882.

## Ouvrages originaux
- Histoire et recherches succinctes sur l’origine des ports d’armes (1839) ;
- Le Vaisseau fantôme (1842), livret d’opéra, avec Paul Foucher ;
- Un Gil Blas en Californie, par Alexandre Dumas, Paris, A. Cadot, 1852, 2 vol. in-8 de 317 et 296 pp. Ouvrage attribué à Révoil en collaboration avec Dumas ; Gallica
- Chasses et pêches de l’autre monde (1856, in-12) ; Gallica
- Le Roi d’Oude, récit arrangé de l’anglais (1859, in-12) ;
- l’Inde à vol d’oiseau (1857, in-12) ;
- Pêches dans l’Amérique du Nord (1859, in-12) ; Gallica
- Le Dessin du panier (1861, in-12) ;
- L’Amour qui tue (1863, in-18) ; Gallica
- L’Exposition universelle des chiens illustrée (1863, in-4°) ;
- Le Portefeuille d’un conteur (1863, in-12) ;
- Le Bivouac des trappeurs (1864, in-12) ;
- Bourres de fusil (1865, in-12) ; Gallica
- Vive la chasse (1867, in-18) ; Gallica
- Histoire physiologique et anecdotique des chiens de toutes les races (1867, in-8°) ; Gallica
- Chasses dans l'Amérique du Nord, (1869) Gallica
- La Vie des bois et du désert (1874, in-8°); Gallica
- Monaco et Monte-Carlo (1878)[2].

## Traductions
- Les Aztecs, Paris, G. Barba, 1855. Puis à nouveau sous le titre Un Pays Inconnu, publié par A. Dumas, d’après les notes de Middletoun Payne. Paris, Michel Lévy frères, 1865, 12 mo. in-18 de 320 pp. ; Gallica
- Les Harems du nouveau monde, de Maria Ward (1856, in-12) ;
- Les Pirates du Mississipi, de Friedrich Gerstäcker (1857, in-18) ;
- Abigaïl ou la Cour de la reine Anne, de William Harrison Ainsworth (1857, in-8°) ;
- Les Deux convicts, de Friedrich Gerstäcker (1858, in-18) ;
- La vie au désert, cinq ans de chasse dans l’intérieur de l’Afrique méridionale par Gordon Cunning. Préface d’Alexandre Dumas. Paris, Impr. de Edouard Blot, 1860, gr. in-8 de 132 pp. Traduction de A lion hunter in South Africa ; Gallica
- Le Docteur américain (1860, in-12) ;
- Les Veillées de chasse (1861, in-12, L. Hachette et Cie) par le capitaine Mayne Reid. Google Publié en feuilletons dans le Mousquetaire en 1855.
- La Cour d’un roi d’Orient (1865, in-12) ;
- Une série de romans sous le titre général de Drames du nouveau monde et comprenant :
  - L’Ange des prairies,
  - Les Écumeurs de mer,
  - Le Fils de l’oncle Tom,
  - Les Parias du Mexique,
  - La Sirène de l’enfer,
  - La Tribu du Faucon noir (1864-1865, 7 vol. in-12)